# Nepenthes madagascariensis
Nepenthes madagascariensis Poir., 1797 è una pianta carnivora della famiglia Nepenthaceae, endemica del Madagascar.

## Descrizione
È una specie dioica che cresce in forma di cespugli, alti 70–100 cm.

Gli ascidi, sostenuti dalla parte finale di un viticcio che si sviluppa come un'estensione della nervatura principale della foglia, sono di colore dal giallo al rosso, dotate di un peristoma ampio e un opercolo rossastro quasi circolare.

## Distribuzione e habitat
È diffusa lungo la costa orientale del Madagascar, dalla  penisola di Masoala a nord sino a Tolagnaro a sud.
Predilige terreni umidi e sabbiosi, a basse altitudini.

## Ecologia
Gli ascidi di N. madagascariensis sono popolati da una ampia varietà di insetti attratti dal colore degli ascidi e dal nettare secreto. Parecchie specie di artropodi compiono il loro ciclo vitale all'interno degli ascidi nutrendosi delle prede cadute in esso; tra di essi le larve di alcune zanzare (Uranotaenia spp.) e di alcuni ditteri (Chloropidae spp.), alcune specie di acari (Creutzeria sp.).

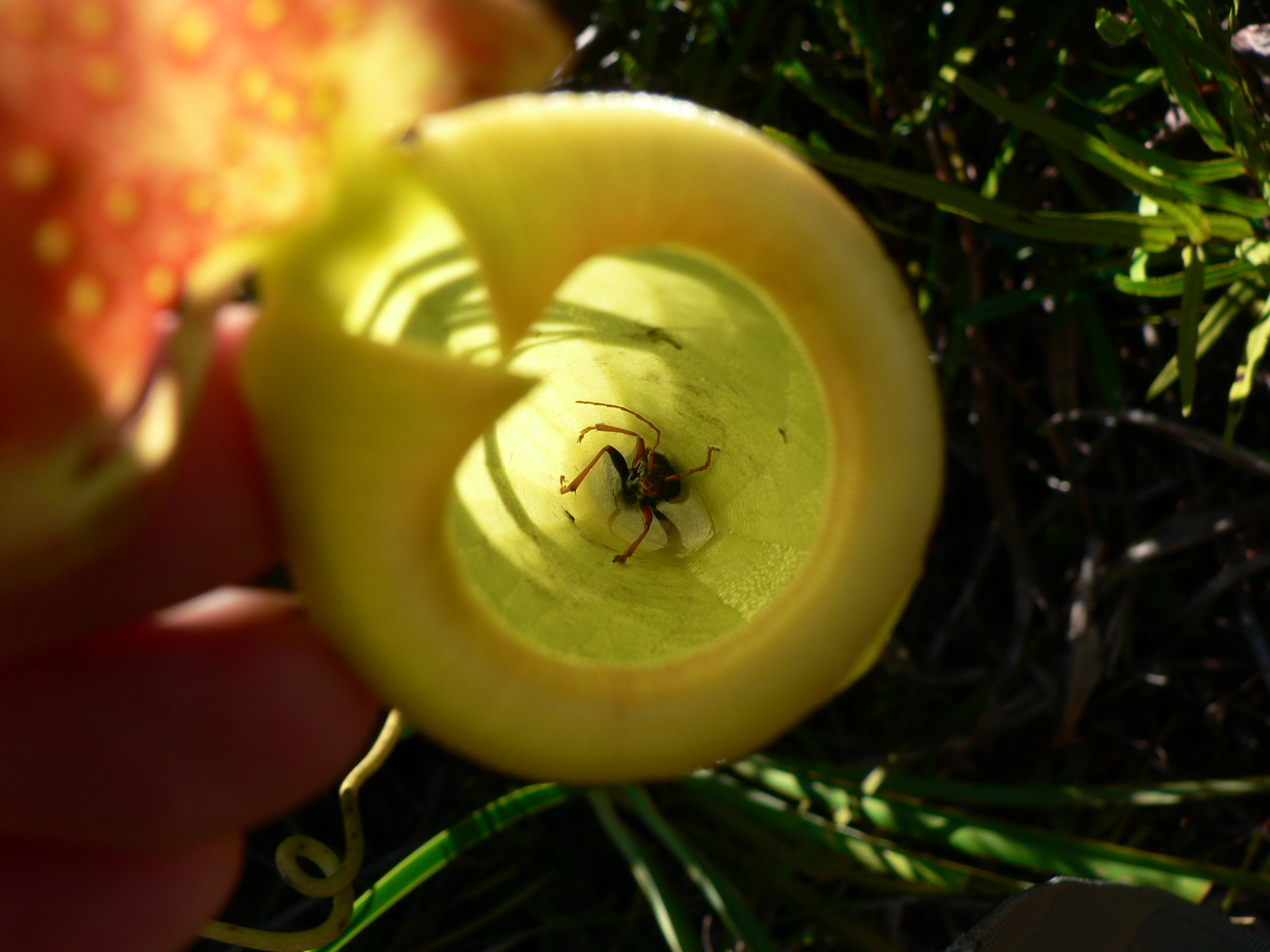
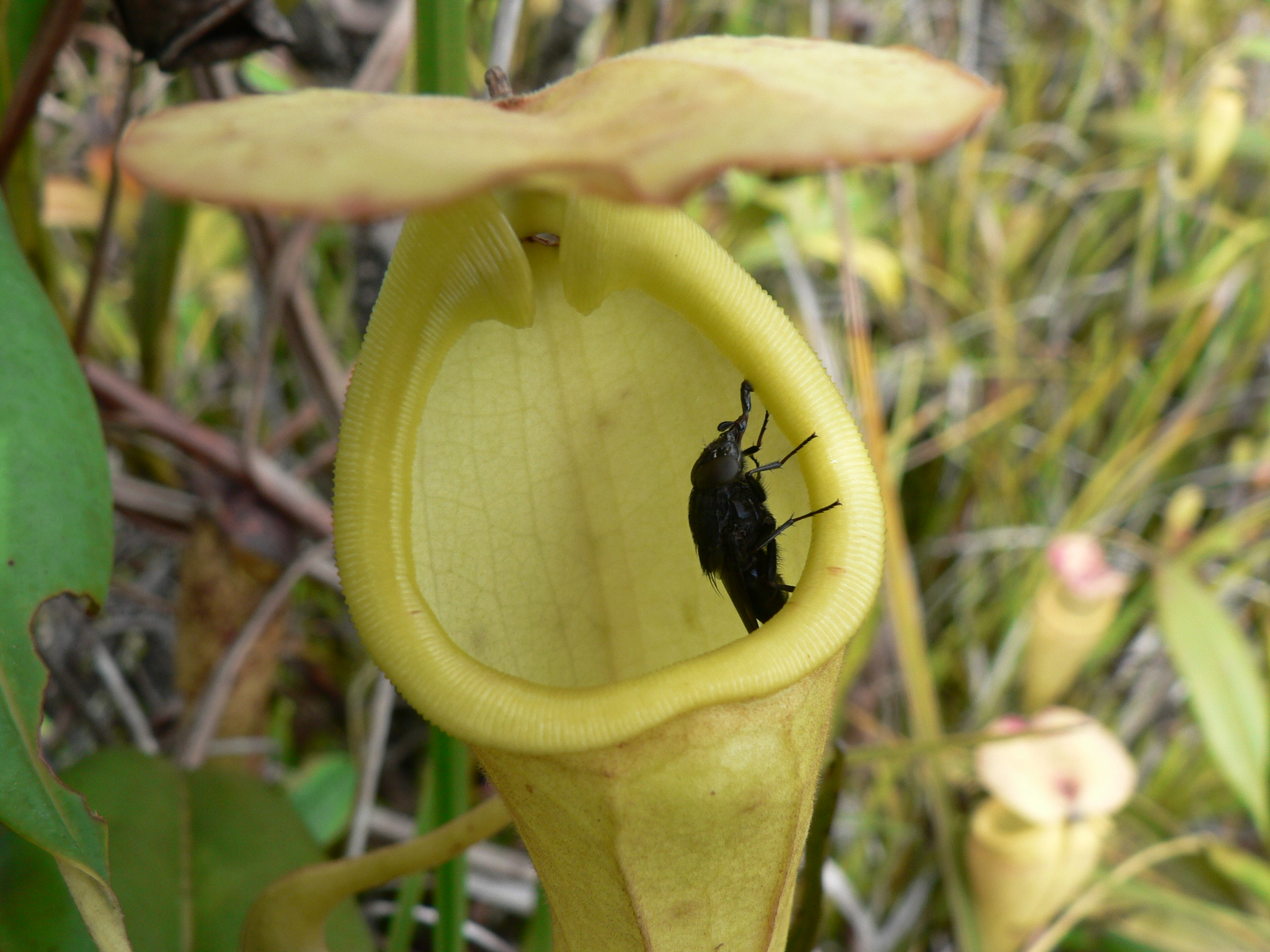
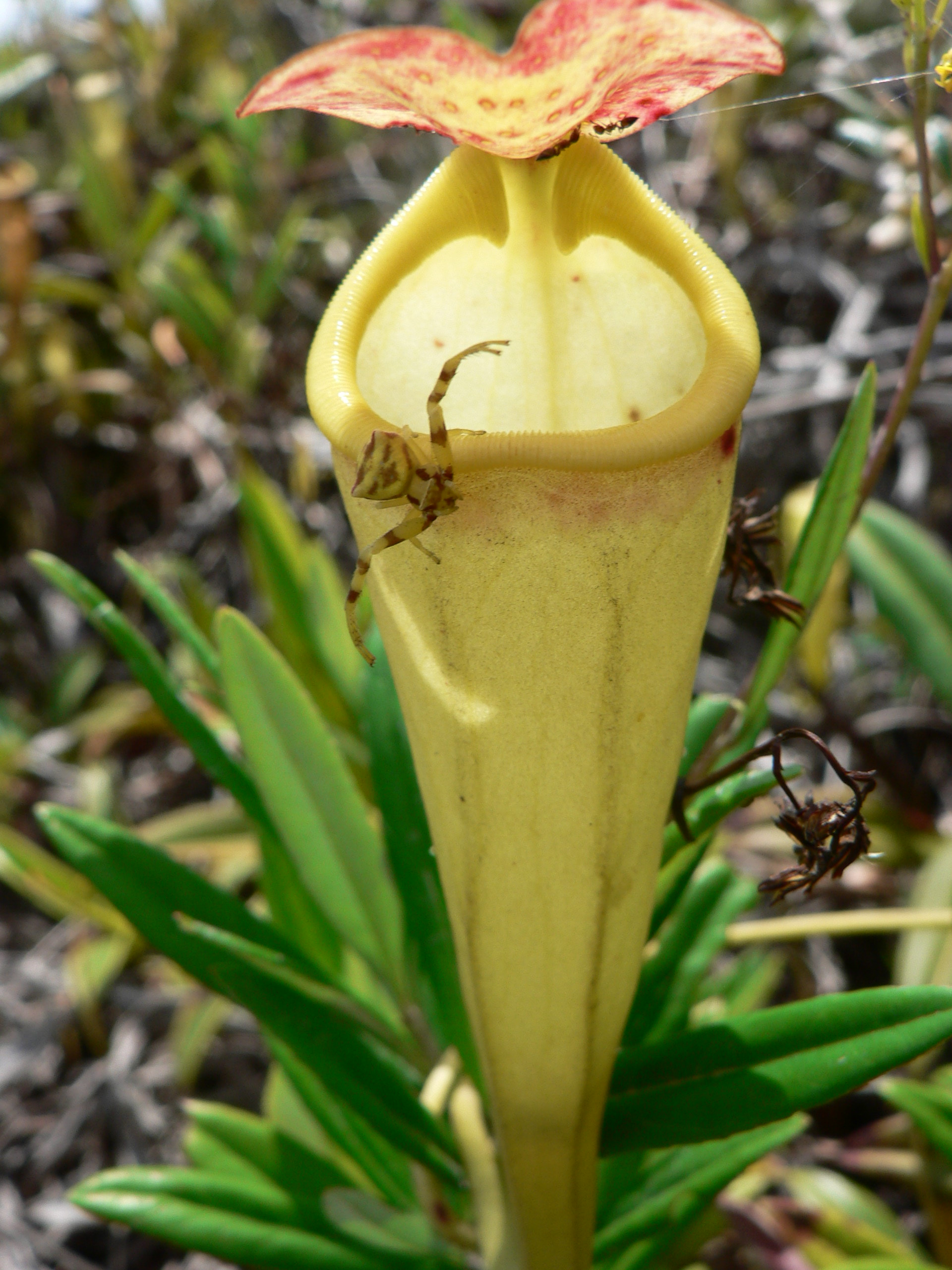
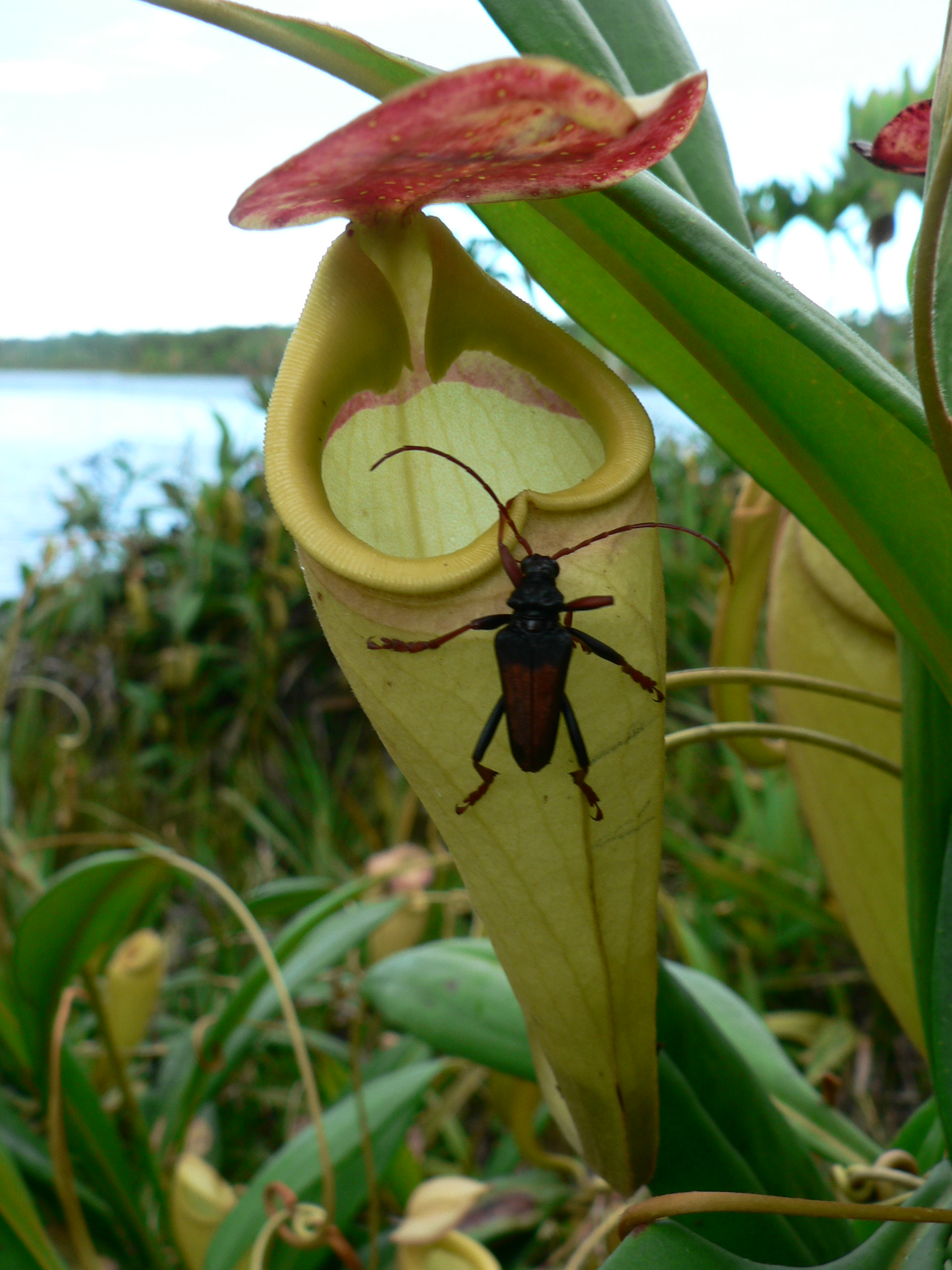